# 3 minuter
3 minuter var namnet på nyhetssändningarna i TV3 efter det tidigare nyhetsprogrammet TV3 Nyheter. Det sändes från 1 oktober 1990 till och med 1995. Senare kom i stället TV3 Direkt och senare Update att sändas.
Precis som namnet antyder, varade sändningarna i cirka 3 minuter.